# Nastro giallo (album)
Nastro giallo è il primo album di Massimo Bubola, pubblicato dalla Produttori Associati nel 1976.

## Tracce
Brani composti da Massimo Bubola, eccetto dove indicato.
Lato A
1. Nastro giallo – 4:45
2. La ragazza che balla – 3:16
3. Il caffè in mezzo ai sentieri – 4:28
4. Ninna nanna – 4:26
5. La rondine e il falco – 3:55 (Massimo Bubola, Roberto Dané)

Durata totale: 20:50
Lato B
1. Spalle dolci – 4:21
2. Il sogno di Isadora – 4:23
3. Canzone del guerrigliero cieco – 3:36
4. Canzone di maggio – 3:02
5. I miei perché – 5:46

Durata totale: 21:08

## Formazione
- Massimo Bubola - voce, chitarra, armonica
- Ernesto Massimo Verardi - chitarra
- Gian Piero Reverberi - tastiera, armonica bassa, pettine, marimba
- Claudio Bazzari - chitarra
- Bruno Crovetto - basso con arco
- Marco Zoccheddu - chitarra elettrica, chitarra solista
- Gigi Cappellotto - basso
- Tullio De Piscopo - batteria
- Sergio Almangano - violino
- Adriano Salvi - violoncello
- Giuliano Bernicchi - tromba
- Rodolfo Migliardi - trombone
- Sergio Rigon - clarone
- Hugo Heredia - flauto
- Wanda Radicchi, Lella Esposito, Andy Surdi - cori

Note aggiuntive:
- Roberto Dané - produttore
- Registrazioni effettuate presso lo studio Ricordi di Milano, Italia.
- Gaetano Ria - tecnico del suono[2]